# Coptotermes gestroi
Coptotermes gestroi, conhecido como cupim subterrâneo asiático, é uma pequena espécie de cupim que vive no subsolo. Tanto esta espécie como o cupim subterrâneo formosano ( Coptotermes formosanus ) são pragas destrutivas nativas da Ásia, mas se espalharam para outras partes do mundo, incluindo as Américas. Na Ásia, essa espécie é conhecida como cupim do leite filipino .
Em 2003, Kirton e Brown determinaram que a espécie Coptotermes havilandi é idêntica à Coptotermes gestroi. Por isso, em observância ao princípio de prioridade, usa-se agora o nome mais antigo.

## Distribuição
C. gestroi é endêmica no Sudeste da Ásia, mas se espalhou para muitas outras partes do mundo ao longo do último século. Chegou às Ilhas Marquesas em 1932, às Maurícias em 1936 e à Reunião em 1957. Chegou a Barbados em 1937 e se espalhou para muitas ilhas nas Índias Ocidentais . Está presente no sul do México e foi descoberta em Fiji em 2009.
Em 1963, foi descoberto numa única casa no Havaí; em  1999 e 2000, foi encontrado outra vez, na ilha de Oahu . A espécie é objeto de um projeto de pesquisa da Universidade do Havaí .
Em 1996, descobriu-se uma colônia que infestava uma igreja e uma loja em Miami, Flórida, e em 1999 descobriu-se mais outra em Key West . Outras descobertas foram feitas em 2002 e 2006, e a espécie parece ter se estabelecido nos condados de Broward e Dade . Também foi encontrada em alguns barcos ancorados na costa da Flórida e acredita-se que o cupim possa ter chegado ao estado por esse meio. Os adultos sexualmente nos barcos chegariam ao continente após voos nupciais . Nas Índias Ocidentais, a espécie se estabeleceu em alguns habitats de florestas naturais, mas na Flórida parece estar restrita a estruturas feitas pelo homem, às árvores próximas e aos  barcos. No continente dos Estados Unidos, esta espécie provavelmente permanecerá restrita ao sul da Flórida, porque é uma espécie tropical e só pode prevalecer com calor suficiente.

## Descrição
O corpo do cupim operário é pequeno, branco e translúcido, do mesmo jeito que os seus membros. O soldado é maior e branco, mas são de um marrom escuro a sua cabeça cabeça oval, as suas mandíbulas voltadas para a frente, o seu protórax e os segmentos frontais do seu abdômen. Duas pequenas manchas pálidas estão na cabeça, adjacentes às antenas . Na testa há uma abertura chamada fontanela que pode expelir uma secreção defensiva branca. O C. gestroi é muito parecido com o C. formosanus, mas podem ser diferenciados ao microscópio, com o número de pelos na cabeça do soldado diferindo nas duas espécies.

## Ciclo de vida
Como noutras espécies de cupins, as colônias de cupins subterrâneos asiáticos têm três castas primárias: as operárias, os soldados e os reprodutores. As operárias são responsáveis por alimentar a colônia e cuidar dos filhotes; e os soldados, por defendê-la. O rei acasala com a rainha, cuja função principal durante uma vida de muitos anos é a de botar ovos continuamente. Seu abdômen aumenta muito em comparação ao do rei. As trabalhadoras a alimentam, pois ela não consegue se alimentar sozinha. Em uma colônia madura, alguns ovos se desenvolvem em reprodutores alados . Eles emergem acima do solo e formam um enxame contendo muitos milhares de indivíduos. Isso geralmente acontece à noite ou à noite na primavera. Quando um enxame é encontrado dentro de um prédio, esse pode ser o primeiro sinal para os proprietários da presença de cupins na estrutura. Ao retornar ao solo, os alados perdem as asas. É improvável que encontrem um local adequado para iniciar uma colônia dentro de um prédio, mas ao ar livre, cada fêmea procura um local apropriado com solo úmido e madeira úmida. Em uma fenda adequada, uma fêmea e um macho formam uma câmara de berçário e põem de 15 a 30 ovos. Estes são criados pelo rei e pela rainha e um segundo lote de ovos é posto algumas semanas depois. Trabalhadores do primeiro lote cuidam deles. Pode levar vários anos para que a colônia atinja números suficientes para formar os reprodutores alados.
Numa pesquisa na Tailândia, a população de forrageamento de uma colônia média foi de 1,13 a 2,75 milhões de indivíduos.

## Danos
Esses cupins são comedores vorazes e consomem madeira, papelão, papel e às vezes até tecido. Alimentam-se de todos os tipos de materiais que contenham celulose e fazem furos em materiais como borracha, plástico e isopor em busca de comida. Atacam árvores vivas consumindo-lhes o cerne, o que as enfraquece e pode fazer com que caiam numa tempestade. Vivem no subsolo e entram nos prédios através de rachaduras, juntas de expansão e conduítes de utilidades. Às vezes, formam tubos de forrageamento ao longo da superfície do solo e nas superfícies externas das estruturas. Comem madeiras estruturais de dentro para fora, deixando uma fina película de superfície de madeira que pode apresentar uma aparência empolada. Em Cingapura e na Malásia, essa espécie é responsável por 80% a 90% dos danos causados por insetos em estruturas feitas pelo homem e é a espécie de cupim mais comum encontrada em áreas construídas.